# Marmanu, Mehedinți
Marmanu este un sat în comuna Husnicioara din județul Mehedinți, Oltenia, România.